# Boreotrophon apolyonis
Boreotrophon apolyonis is een slakkensoort uit de familie van de Muricidae. De wetenschappelijke naam van de soort is voor het eerst geldig gepubliceerd in 1919 door Dall.